# Улица д’Эршо
Улица д’Эршо (фр. Rue d’Aerschot; нидерл. Aarschotstraat) — улица, расположенная в коммуне Схарбек в Брюсселе. Она известна своими публичными домами и доступным жильём.
Улица расположена на окраине Турецкого квартала, и рядом с Северным железнодорожным вокзалом, одним из трёх основных железнодорожных вокзалов Брюсселя. Здания и пути вокзала занимают всю западную сторону улицы. Задний вход неоклассической церкви Святых Иоанна и Николая также располагается на этой улице.

## История
Улица д’Эршо была построена примерно в 1839 году, когда был построен Северный железнодорожный вокзал и застроены окружающие улицы. Изначально улица называлась Кельнской (фр. Rue de Cologne), станция также (фр. Gare de Cologne).
После Первой мировой войны из-за сильных анти-немецких настроений в Бельгии многие улицы, названные в честь немецких городов, были переименованы. Улица была переименована в д’Эршо (фр. Rue d’Aerschot) в честь города в Брабанте, который сильно пострадал в результате конфликта.
Станция была перестроена в 1953 году и переименована в Gare du Nord. После Всемирной выставки в Брюсселе, в 1958 году был разработан крупный план восстановления Северного квартала — так называемый «Манхэттенский проект». Работы начались к западу от станции, включая Всемирный торговый центр, в 1960-х годах. Банкротство в начале 1970-х помешало реализации схемы к востоку от вокзала, включая улицу д’Эршо.

## Преступность

### Проституция
Проституция на улице д’Эршо существовала ещё до Первой мировой войны. В 1990-х годах этот район контролировали албанские сутенёрши. Между соперничающими сутенёрами часто возникало насилие, и девушки жаловались в полицию. После чего, проституции стало меньше.
В XXI веке улица стала главным районом красных фонарей в Брюсселе и имеет множество «окон», через которые можно увидеть скудно одетых проституток. Большинство девушек являются румынками или болгарками.
В этом районе также действуют некоммерческие организации, оказывающие поддержку и консультационные услуги проституткам.

### Торговля людьми
Несмотря на терпимое отношение со стороны полиции и местных властей к этой улице, район время от времени становился объектом совместных усилий правительства и полиции по отслеживанию агентов по торговле людьми, в основном направленных на разрушение преступных сетей, которые заманивают молодых женщин из стран Центральной и Восточной Европы обещаниями лучшей жизни в Западной Европе.